# Kuschelina discicollis
Kuschelina discicollis är en skalbaggsart som först beskrevs av George Robert Crotch 1873.  Kuschelina discicollis ingår i släktet Kuschelina och familjen bladbaggar. Inga underarter finns listade i Catalogue of Life.